# Serie A2 1992-1993 (pallavolo femminile)
La Serie A2 femminile FIPAV 1992-93 fu la 16ª edizione della manifestazione organizzata dalla FIPAV.
La Ceramiche Derby Spezzano Fiorano, la Conad Fano e la Toshiba Albamotor Cassano d'Adda erano le squadre provenienti dalla Serie A1, mentre Aster Roma, James Brine Carrara e Logistica Veneta Mogliano V. erano le neopromosse dalla Serie B. Noventa Vicentina cedette i diritti alla Battistolli Lattebusche Vicenza, mentre alla rinuncia della Pro Patria Ancona sopperì il ripescaggio della Florens Castellana Grotte.

## Classifica
| Pos. | Squadra                          | Pt | G  | V  | P  | SV | SP |
| ---- | -------------------------------- | -- | -- | -- | -- | -- | -- |
| 1.   | Apuano Carrara                   | 50 | 30 | 25 | 5  |    |    |
| 2.   | Preca Moda Cislago               | 42 | 30 | 21 | 9  |    |    |
| 3.   | Rio Casamia Palermo              | 40 | 30 | 20 | 10 |    |    |
| 4.   | Aster Roma                       | 40 | 30 | 20 | 10 |    |    |
| 5.   | Mangiatorella Messina            | 36 | 30 | 18 | 12 |    |    |
| 6.   | Aquila Azzurra Trani             | 34 | 30 | 17 | 13 |    |    |
| 7.   | Conad Fano                       | 32 | 30 | 16 | 14 |    |    |
| 8.   | Battistolli Lattebusche Vicenza  | 32 | 30 | 16 | 14 |    |    |
| 9.   | Seac Firenze                     | 30 | 30 | 15 | 15 |    |    |
| 10.  | Ceramiche Derby Spezzano Fiorano | 30 | 30 | 15 | 15 |    |    |
| 11.  | Florens Castellana Grotte        | 30 | 30 | 15 | 15 |    |    |
| 12.  | Logistica Veneta Mogliano V.     | 28 | 30 | 14 | 16 |    |    |
| 13.  | Almer Metra Giarratana           | 24 | 30 | 12 | 18 |    |    |
| 14.  | Molise Dati Campobasso           | 16 | 30 | 8  | 22 |    |    |
| 15.  | Toshiba Albamotor Cassano d'Adda | 14 | 30 | 7  | 23 |    |    |
| 16.  | Pallavolo Pinerolo               | 2  | 30 | 1  | 29 |    |    |

| Promossa in Serie A1 | Retrocesse in Serie B1 |